# Förundersökningsprotokollet i Arbogamålet
Förundersökningsprotokollet i Arbogamålet är en svensk offentlig handling upprättad 2008 i samband med morden i Arboga i mars och som blev lättillgängligt för allmänheten via The Pirate Bay i augusti samma år. I september började svenska medier att rapportera om den konflikt som uppstått mellan fadern till de mördade barnen, som bett webbplatsen att ta bort obduktionsbilder på de mördade barnen från förundersökningsprotokollet på The Pirate Bay, och företrädare för webbplatsen, som nekat att ta bort bilderna. Rapporteringen ledde till en medial debatt i Sverige om offentlighetsprincipen, brist på etik på Internet och krav på ny lagstiftning, men även att nedladdningen av förundersökningsprotokollet mångdubblades (enligt Streisandeffekten) och att medias relation till The Pirate Bay skadades.

## Bakgrund
I en mycket aktiv diskussionstråd på Flashback Forum hade man sedan morden begicks i mars 2008 bevakat och diskuterat Arbogamålet och förundersökningen. En av många som senare beställde förundersökningsprotokollet från Västmanlands tingsrätt för att komplettera sin bild av det som rapporterades i media och för att få insyn i utredningen förklarade, i en intervju den 20 september med radioprogrammet Medierna i P1, om diskussionen på Flashback att "Redan från början har utredningen varit i händerna på de som har deltagit i tråden", att det hade varit invändningar mot utredningen och att man på forumet hade granskat olika delar av den: "Har [polisen] kollat alla soptunnor runt omkring? Vad vet man om flyktvägen? Har man tittat ordentligt på Arboga station?"
Under veckorna som samtalet pågick på Flashback dök det flera gånger upp uppmaningar till dem som hade förundersökningen att dela med sig av den. Om man citerade förundersökningen, kom det väldigt många personliga förfrågningar från andra som själva ville ha den.
Den 23 juli 2008, när åtal väcktes i målet, blev handlingarna offentliga och det drygt 2 700 sidor långa förundersökningsprotokollet blev mycket efterfrågat på Flashback. Redan samma eftermiddag hade flera av deltagarna i diskussionerna skaffat förundersökningen. Den 1 augusti lades en bittorrent-länk till förundersökningsprotokollet upp på The Pirate Bay och några timmar senare nämndes länken på Flashbacks forum: "Förundersökningsprotokollet finns som torrent. Sök på sedvanligt ställe." Länken på The Pirate Bay var ett resultat av den intensiva bevakningen av målet på Flashback och andra forum.

## Uppmärksamhet i media
"Hans vädjan har sajten via mejl besvarat med

'Det var ett jävla tjat. Nej, nej och åter nej'."

—TTs rapportering om konflikten
Den 5 september, drygt en månad efter att förundersökningsprotokollet blivit tillgängligt via The Pirate Bay, rapporterade TV4-nyheterna "Fildelningssiten Pirate Bay har lagt ut polisens förundersökning på Internet så att vem som helst kan ladda ner den. Bland annat visas flera foton på de mördade barnen" och att fadern förgäves hade vädjat till sajten att ta bort de obduktionsbilder på de två mördade barnen som fanns med i protokollet. The Pirate Bay svarade samma dag att det var en användare av webbplatsen, och inte de som drev tjänsten, som valt att dela med sig av materialet.
TT, Rapport, Dagens Eko och andra medier följde efter med publicering av den konflikt om bilderna som hade uppstått mellan fadern och The Pirate Bay, men likt TV4-nyheterna utan att nämna bakgrunden på Flashback. Via TT rapporterades "Hans vädjan har sajten via mejl besvarat med 'Det var ett jävla tjat. Nej, nej och åter nej'.", ett svar vars bakgrund The Pirate Bays talesperson Peter Sunde en vecka senare beskrev på sin blogg. Piratpartiets Christian Engström sade till Dagens Eko att: "Pirate Bay är ju bara en sökmotor [...] Det man ska diskutera är ju möjligen reglerna för vad som är offentlig information och inte."
Fadern sade att själva förundersökningen kunde vara kvar men ville att bilderna skulle tas bort eller svartläggas. The Pirate Bay valde, trots kritik från vissa av webbplatsens användare och den kampanjblogg riktad mot webbplatsens annonsörer som fadern startat, att låta torrentfilen ligga kvar, med hänvisning dels till att inga torrent-filer tas bort från sidan på grund av personliga åsikter, enligt deras uttalade princip för ett censurfritt internet, och för att man bedömde att om bilderna tagits bort i det läget hade ännu fler velat ha dem.

## Debatten
Uppmärksamheten i media ledde till en debatt i Sverige om offentlighetsprincipen, brist på etik på Internet och krav på ny lagstiftning. Pressombudsmannen Yrsa Stenius var mycket kritisk och sade att "den här publiceringen [...] är helt icketolerabel" och en "buskörning av offentlighetsprincipen" och menade att detta kunde skada sajten och att politiker skulle agera. Stenius kritiserades av Christian Engström för att "inte [veta] vad hon talar om när hon anklagar The Pirate Bay för att ha 'publicerat' förundersökningen" och för att "göra en slarvig analogi mellan internet och de media hon känner till, tidningar och etermedia". Stenius sade även att "Offentlighetsprincipen har nog aldrig avsett att såna här dokument ska masspridas, utan tanken har ju varit att behöriga, inklusive medierna, har haft tillgång till det."
Spridningen av förundersökningsprotokollet sades vara fullt laglig men justitieminister Beatrice Ask sade, att hon skulle se över sekretessreglerna och att en lagändring kanske skulle vara möjlig. Hon förklarade hur en ny lag skulle kunna se ut och att journalisternas insyn i rättsfall inte skulle påverkas. I en ledare skrev Dagens Nyheter att ett allmänt sekretessbeläggande kunde leda till kryphål och att det "om möjligt vore [...] bättre att skilja mellan digitalt tillgängligt material och sådant som man får bekväma sig till myndigheten i fråga för att ta del av" och att offentlighetsprincipen historiskt i praktiken inneburit att möjligheten har nyttjats av journalister. Kritiker menade, att det var märkligt att man ville skilja på journalister och övriga medborgares rätt att ta del av material och själva granska fakta istället för att vara beroende av journalistkårens bevakning. S-debattören Thomas Hartman menade i en debatt i Studio Ett, att The Pirate Bay inte gjort något fel utan att publiceringen var en tillgång för öppenheten och möjligheten att granska rättsväsendet och att det inte behövs någon ny lagstiftning. Dagens Nyheters ledarskribent Barbro Hedvall trodde att materialet hade tillgängliggjorts för att tillfredsställa skvallerlust, nyfikenhet på grannar eller en allmän lust att chockera omgivningen och efterlyste därför en eftertänksam utredning om offentlighetsprincipen. Hon frågade "Är det nödvändigt att granska myndigheter via nätet?"
Den 11 september medverkade The Pirate Bays talesperson Peter Sunde i SVT:s debattprogram Debatt tillsammans med före detta pressombudsmannen Pär-Arne Jigenius, forskaren Karl Palmås samt via telefon fadern till de mördade barnen. Sunde hade uttryckligen sagt, att han inte ville debattera frågan med fadern i programmet: "det är ofruktsamt och omöjligt att debattera en sakfråga där det finns döda barn involverade". Istället ville han diskutera offentlighetsprincipen och etik på nätet i ett bredare perspektiv. Sunde skrev dagen efter debatten på sin blogg att han var mycket besviken och upprörd över att SVT inte hade hållit överenskommelsen: "Nu är jag trött på det här. Min respekt för media har försvunnit." Han beskrev även bakgrunden till det svar som faderns sambo fått per mejl, "Det var ett jävla tjat. Nej, nej och åter nej." Faderns sambo hade enligt Sunde, utan att förklara vem hon var, via olika mejladresser skickat väldigt många mejl. "En del [mail var] rätt otrevliga och dom första fick det vanliga svaret om policyn. Till slut så lackade vår moderator ur av allt spammande och skriver dom ödesdigra orden." Sunde kritiserade media bland annat för att inte rapportera om att det fanns personer som ville dela materialet, för att inte ha kontaktat åklagaren i fallet och frågat varför denna inte hade sekretessbelagt bilderna, men även för att framställa de ansvariga för The Pirate Bay som bortkopplade från känslor och moral. "Inget kunde vara längre från sanningen men det finns ingen chans att visa folk hur det ligger till." Detta ledde till att The Pirate Bay i sin webblogg den 12 september uppgav att man bryter alla kontakter med traditionella media och att Sunde anmälde ansvarig utgivare på TT och TV4 för förtal. Debatt bad om ursäkt för det inträffade, vilket uppgavs bero på ett missförstånd i redaktionens kommunikation under direktsändningen, och programledaren Janne Josefsson tog på sig skulden.
Enligt Sunde bidrog uppmärksamheten i media till att nedladdningsfrekvensen av förundersökningsprotokollet steg från ett tiotal per månad till 20 000 per dag.

### Fördjupad diskussion
Den 13 september rapporterade Sveriges Radios program Medierna i P1 att polis, åklagare och domstol kan låta sekretessen vara kvar på handlingar som omfattas av sekretess hos en annan myndighet, till exempel rättsmedicinska utlåtanden där obduktionsbilder ingår, även när förundersökningsprotokollet blir offentligt. Rättens ordförande i Arbogamålet sade att "Det fanns en möjlighet att sekretessbelägga [obduktionsbilderna] [...] Man föreställde sig inte att uppgifterna skulle behandlas på nätet på det sätt som har skett nu. Hade man förstått det så kanske man hade tänkt lite annorlunda men det kan jag inte svara bestämt på." Han menade att Beatrice Asks uttalande om att se över lagstiftningen kunde ha politiska motiv och att det fanns en risk för att politiker skulle strypa offentligheten i ett försök att framstå som handlingskraftiga. "Det ligger alltid en fara i att så fort en sån här fråga poppar upp så ska man begränsa offentligheten ännu mer och det kanske inte ligger i det totala intresset av att få insyn i rättegångar."

### Bakgrunden på Flashback blir allmänt känd
Först den 20 september, drygt två veckor efter TV4-nyheternas första inslag, rapporterade Medierna i P1 om bakgrunden på Flashback och om den efterfrågan på förundersökningsprotokollet som hade funnits på forumet innan det fanns tillgängligt via The Pirate Bay. Mediernas intervjuobjekt, som själv hade beställt förundersökningsprotokollet från tingsrätten, försvarade allmänhetens rätt att, via offentlighetsprincipen, få insyn i den offentliga makten: "Här har ett osedvanligt stort antal fått insyn i hur en polisutredning går till. Jag tycker att det har varit av godo att materialet har spridits, men det har skett på bekostnad av de anhöriga och jag tycker personligen också att det var olämpligt att bilderna var med i förundersökningsmaterialet, men kanske är det priset man får betala för offentlighetsprincipen."

## Konsekvenser
Den 9 april 2009 släppte regeringen ett pressmeddelande där man skrev, om tilläggsdirektiv till Insynsutredningen, att "utgångspunkten för uppdraget är att medborgarna ska ha möjlighet att utöva kontroll över domstolarnas verksamhet, men samtidigt ska integriteten värnas för utsatta personer och deras anhöriga under och efter huvudförhandlingen i ett brottmål." I september 2009 lämnade Insynsutredningen ett delbetänkande där man skrev att lagen inte behövde ändras för att hindra spridning av bilder på döda, men att "domstolen med nuvarande regler hade kunnat låta bli att lämna ut bilderna på de döda barnen. Man kan ifrågasätta utlämnandet av bilderna, både från förundersökningen och från domstolen. Det finns ingen skyldighet att lämna ut dem".
TV4-nyheterna, Aftonbladet, och Metro var inte välkomna till den presskonferens som The Pirate Bay och Piratbyrån höll inför Pirate Bay-målet, eftersom man befarade "oseriösa reportage".